# 朗根布吕茨
朗根布吕茨是德国梅克伦堡-前波莫瑞州的一个市镇。总面积15.45平方公里，总人口473人，其中男性237人，女性236人（2011年12月31日），人口密度31人/平方公里。